# Bobby Cram
Robert Cram, meglio conosciuto con il diminutivo Bobby (Hetton-le-Hole, 19 novembre 1939 – 14 aprile 2007), è stato un calciatore inglese, di ruolo difensore.

## Biografia
Cram è stato un calciatore professionista in Inghilterra, Canada e Stati Uniti d'America. È morto in Canada a causa di un attacco di cuore nel 2007. Era lo zio del mezzofondista britannico Steve Cram.

## Carriera
Cram si forma calcisticamente nel West Bromwich, club di cui entra a far parte della prima squadra a partire dalla First Division 1959-1960, chiusa al quarto posto finale. Con il WBA gioca otto stagioni nella massima serie inglese, vincendo anche la Football League Cup 1965-1966, in cui gioca entrambe le finali contro il West Ham Utd, mentre perde l'edizione seguente contro il QPR. Con il WBA gioca anche nella Coppa delle Fiere 1966-1967, competizione dal quale sarà eliminato con i suoi dagli italiani del Bologna agli ottavi di finale.
Nel 1968 si trasferisce in America per giocare con i canadesi del Vancouver Royals, impegnato nella prima edizione della North American Soccer League. Con i Royals ottenne il quarto ed ultimo posto della Pacific Division.
Terminata l'esperienza con i Royals, rimane a Vancouver per giocare nell'Eintracht Vancouver, club della Pacific Coast Soccer League.
Terminata l'esperienza canadese torna in patria per giocare dal gennaio 1970 nel Colchester Utd, club della Fourth Division, rimanendovi per tre stagioni. Debuttò con il club di Colchester il 17 gennaio 1970 nella sconfitta in trasferta per 1-0 contro lo Swansea City, mentre segnò la sua prima nella vittoria casalinga per 4-0 del 28 novembre 1970 contro il Brentford. Fu tra i protagonisti della vittoria in FA Cup 1970-1971 contro il Leeds Utd, club di vertice della massima serie inglese.
Nella sua intera esperienza con il Colchester Utd Cram ha giocato nelle competizioni ufficiali 116 incontri, segnando 4 reti.
Dal 1972 al 1974 gioca nel Bath City, a cui segue un ritorno in America per giocare nei Seattle Sounders, neonato club impegnato nella North American Soccer League 1974, con cui non supera la fase a gironi del torneo.
Ritornato in patria, chiude la carriera agonistica nel Bromsgrove Rovers.
Lasciato il calcio giocato, tornò in Canada dove allenò i Vancouver Spartans, portando in squadra anche giocatori inglesi, come Roger Verdi.

## Palmarès
- Coppa di Lega inglese: 1

WBA: 1965-1966